# Guatemalská genocida
Guatemalská genocida, také známá jako genocida Mayů a tichý holokaust (španělsky Genocidio guatemalteco, Genocidio maya nebo Holocausto silencioso), označuje systematické zabíjení Mayů během guatemalské občanské války (1960–1996). Genocidu páchaly vojenské vlády Guatemaly, jejichž vláda v zemi začala vojenským státním převratem v roce 1954, který pomáhala organizovat americká CIA (operace PBSuccess). Masakry, nucená zmizení, mučení a hromadné popravy partyzánů a zejména civilistů bezpečnostními silami byly rozšířené od roku 1965 a představovaly dlouhodobou politiku vojenských režimů podporovaných USA. Organizace Human Rights Watch zdokumentovala „mimořádně kruté“ činy ozbrojených sil, většinou proti civilistům.
Represe dosáhly genocidních rozměrů v převážně domorodých severních provinciích, kde operovala Guerilla chudých (španělsky Ejército Guerrillero de los Pobres). Guatemalská armáda považovala všechny tamní Maye za povstalce a zahájila kampaň masového zabíjení a mizení mayských rolníků. Zatímco k masakrům domorodých rolníků docházelo již dříve ve válce, systematické používání teroru proti nim začalo kolem roku 1975 a vrcholilo v první polovině 80. let. Armáda během konfliktu provedla 626 masakrů Mayů a přiznala zničení 440 mayských vesnic v letech 1981 až 1983. V některých oblastech byla nejméně třetina vesnic evakuována nebo zničena. Studie Nejvyššího soudu z března 1985 odhadla, že ve válce ztratilo alespoň jednoho rodiče více než 200 000 dětí a že v letech 1980 až 1985 bylo zabito 45 000 až 60 000 dospělých Guatemalců. Zpráva Human Rights Watch z roku 1984 hovořila o „vraždě tisíců lidí vojenskou vládou, která si udržuje autoritu terorem“. Porušování práv bylo ve skutečnosti tak závažné, že i USA se svou tvrdou protikomunistickou politikou „udržovaly svou pomoc poměrně omezenou. Po většinu 80. let se guatemalská armáda spoléhala na zásobování z ostatních států-vyvrhelů, jako byla Argentina a Jihoafrická republika.“
Během války bylo zabito odhadem 200 000 Guatemalců, včetně nejméně 40 000 osob, které „zmizely“. 92 % poprav civilistů provedly vládní síly. Komise pro historické objasnění (CEH) ustanovená OSN zdokumentovala 42 275 obětí porušování lidských práv a násilných činů na základě 7 338 svědectví. 83 % obětí byli Mayové a 17 % Ladinové. Ve své závěrečné zprávě z roku 1999 CEH dospěla k závěru, že ze strany ozbrojených sil Guatemaly došlo ke genocidě a že americký výcvik důstojnického sboru v technikách boje proti povstalcům „měl významný vliv na porušování lidských práv během ozbrojené konfrontace“.
Bývalý vojenský diktátor generál Efraín Ríos Montt (1982–1983) byl obžalován ze své role v nejintenzivnější fázi genocidy. V roce 2013 byl usvědčen z nařízení smrti 1 771 osob z domorodé skupiny Ixil, ale tento rozsudek byl zrušen a jeho nové projednání nebylo do doby jeho smrti v roce 2018 dokončeno.